# Чепински летописен запис
Потурчването на Чепино или Чепинският летописен запис е летописна записка, написана от поп Методий Драгинов от село Корова през 17 век В нея е описано насилственото потурчване на българското християнско население в Родопите. Събитията за които е приписката са описани като такива и в още два независими един от друг източника - Беловската хроника и Хрониката от Баткун. Текстът на поп Методий е публикуван за първи път от Стефан Захариев, „Географико-историко-статистическо описание на Татарпазарджишката кааза“, Виена, 1870 г., стр. 67-78. Приема се, че оригиналът на ръкописа, съставен в края на 17 век, е загубен. Някои изследователи напълно отричат съществуването на подобен оригинал, както и на неговия автор, включвайки тук и другите две приписки от Баткун и Белово.
Захариев пише в публикацията си: „Преди 34 години старият поп Илия ми даде един на кожа писан Требник, разкъсан до половината, дето се е увардило следното достопаметно забележение … (следва текста на поп Методий Драгинов) … Покойният поп Илия, старец на 96 години когато ми даде този ръкопис, казваше, че неговият дядо, поп Иван, разказвал, че в цепинските черкви се намирали български книги, които тогавашните попове не можели да прочетат, но и тях изгорили помаците заедно с черквите”.
Историци като проф. Петър Петров, посочват, че хрониката описва действителни събития, отразени в други две хроники от Пазарджишко - „Баткунски летописен разказ“ и „Бельовски летописен разказ“. Те описват същите събития, както и поп Методий Драгинов, но не са толкова обстойни. Запазени са преписи на беловския разказ и превод от гръцки на баткунския, като оригиналите не са открити. Публикувани са от Христо Кодов в „Опис на славянските ръкописи в библиотеката на Българската академия на науките“, София 1969. През 1965 г. проф. Петров посочва, че е възможно трите хроники да се базират на по-стар общ източник. Петър Динеков изследва текста и уверил се в автентичността и значението му включва летописната приписка в програмния си научен труд „Старобългарски страници“ на стр. 387-388.
Фактът за промяната на религията на големи маси от българското население в 17 век е спорен. За него не свидетелстват османските регистри. Въз основа на турските данъчни регистри османистът Махиел Кил съставя таблица за населението на селата от Чепинското корито (данните за 1633, 1639, 1641 и 1696 г. са от джизие-регистри, в които са били записвани само християнските домакинства). Махиел Кил стига до извода, че промяната на религията на местото българско население е станала постепенно и най-вероятно е имала социално-икономически подбуди. По негово мнение „това е достатъчно, за да бъде изваден „поп Методий Драгинов“ и неговите разкази на ужасите от кръга на достоверните исторически извори“. Кил призовава българите да демаскират „подобни писания“, както това вече са сторили други европейски народи, прибягвали по-рано до такъв род патриотични фалшификации.
Днес историците не са постигнали единодушие дали летописът на поп Методи и самият свещеник са автентични, или са плод на възрожденска литературна компилация.